# Antonio Di Grado
Antonio Di Grado (Catania, 22 maggio 1949) è un critico letterario e saggista italiano.

## Biografia
Avviato agli studi letterari dal cugino della madre, il filologo e italianista Salvatore Battaglia, è stato fino al 2019 professore ordinario di Letteratura italiana nella Università di Catania. È stato designato direttore letterario della Fondazione Leonardo Sciascia da Leonardo Sciascia stesso, incarico che tuttora detiene,
e dal 1993 al 1996 è stato assessore alla cultura nella giunta presieduta dal sindaco di Catania Enzo Bianco; tra le sue realizzazioni le Estati Catanesi organizzate con l’amico Franco Battiato. Dal 1994 al 1997 presidente del Teatro Stabile di Catania, per il teatro ha scritto l’atto unico Quando non arrivarono i nostri, firmato con Sciascia, e il dramma Casa La Gloria, rappresentati nel 1989 e nel 1992.
Ha scritto numerosi saggi e monografie storico-letterarie, tra cui La vita, le carte, i turbamenti di Federico De Roberto, gentiluomo (1998). I suoi libri più recenti sono L’idea che uccide (2018), Le amanti del Loin-Près (2019), Al di là (2020), Scrivere a destra (2021), Catania: due o tre cose che so di lei (2022). Nel 2021 il Comune di Racalmuto, città natale di Leonardo Sciascia e sede della Fondazione, gli ha conferito la cittadinanza onoraria.

## Vita privata
È sposato con la scrittrice Elvira Seminara e padre della scrittrice Viola Di Grado. La figlia minore Marta è psicoterapeuta.